# Processo sol-gel

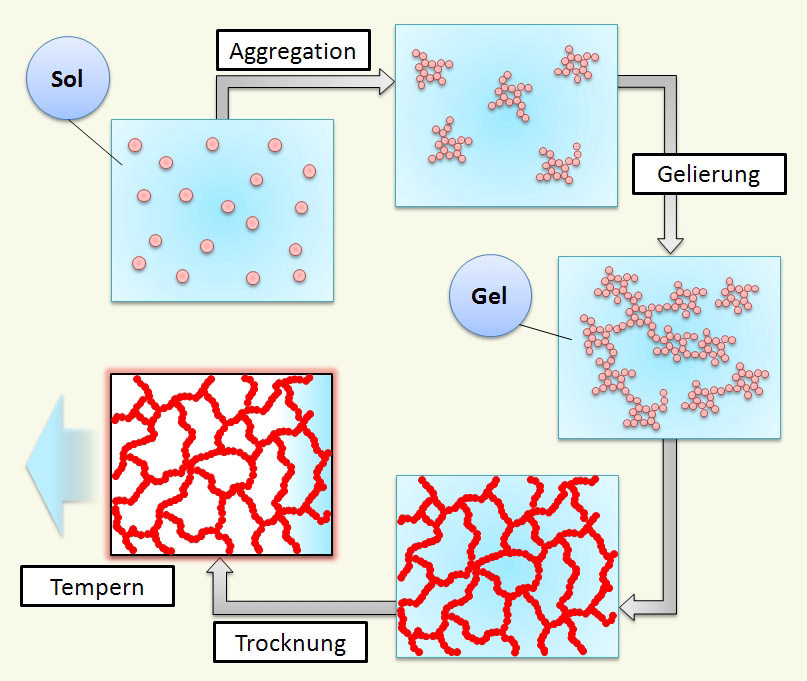
Principio del processo sol-gel, comprendente l'aggregazione, la gelificazione, l'essiccamento e la opzionale tempra finale

Il processo sol-gel costituisce uno dei principali metodi per la fabbricazione di materiali ceramici, tipicamente ossidi di metalli. Il processo prevede la sintesi di soluzioni colloidali (sol) che costituiscono i precursori per la successiva formazione di un gel (un reticolo inorganico continuo contenente una fase liquida interconnessa) attraverso reazioni di idrolisi e condensazione. Post-trattamenti termici di essiccamento e solidificazione vengono generalmente impiegati per eliminare la fase liquida dal gel, promuovere ulteriore condensazione e incrementare le proprietà meccaniche.
Il sol è costituito da particelle sospese in un liquido aventi diametro convenzionalmente compreso tra 1 nm e 1 µm. Il sol viene tipicamente ottenuto a partire da precursori quali alcossidi di metalli o metalloidi (ad esempio alcossisilani), o da sali (ad esempio cloruri, nitrati, acetati).

## Meccanismo
Tipici precursori per il processo sol-gel si presentano in forma di M(OR)n, MXn, R'-M(OR)n-1, dove M rappresenta un centro metallico e n è il suo stato di ossidazione. X e RO sono invece comuni gruppi uscenti presenti in sali metallici o alcossidi metallici, come ad esempio l'anione cloruro negli alogenuri metallici, mentre R' è un qualsiasi gruppo organico legato al centro metallico via legami covalenti (Si-C, Sn-C) o tramite leganti di coordinazione (M = Ti, Zr...). Il processo sol-gel implica il collegamento dei centri metallici, con la generazione in soluzione di polimeri osso- o idrosso-metallici. Il meccanismo di formazione prevede in primo luogo l'idrolisi di un gruppo alcossi o la deprotonazione di una molecola d'acqua collegata al centro metallico che porta a un idrossido:
{\displaystyle {\ce {M-OR\ +\ H2O->M-OH\ +\ ROH}}}
A questo punto la specie idrossido formata può reagire con altri centri metallici tramite reazione di condensazione per la formazione di un oligomero. La condensazione può avvenire per ossolazione, con la formazione di un ponte osso e l'eliminazione di acqua o alcol:
{\displaystyle {\ce {M-OH\ +\ XO-M->M-O-M\ +\ X-OH\,\,\,}}}(dove {\displaystyle \mathrm {X=H} } o {\displaystyle \mathrm {R} })
La condensazione può avvenire in alternativa anche per olazione con la formazione di un ponte idrossido:
{\displaystyle {\ce {M-OH\ +\ XO-M->M-(OH)-M-OX\,\,\,}}}(dove {\displaystyle \mathrm {X=H} } o {\displaystyle \mathrm {R} })
Quest'ultima reazione avviene quando il metallo può avere una coordinazione maggiore della valenza, come nel caso di Ti(IV), Zr(IV), o simili. Nella maggior parte dei processi sol-gel, la struttura inorganica è formata da successive idrolisi e condensazioni. La struttura, la connettività e la morfologia della rete inorganica finale sono influenzate ampiamente dal contributo relativo delle tre reazioni. Gli idrosso-osso-polimeri formati esibiscono una grande varietà di strutture, dagli arrangiamenti ramificati agli ammassi compatti a seconda delle condizioni intrinseche (le caratteristiche metalliche del centro come coordinamento, acidità, labilità...) o estrinseca (condizioni di reazione controllabili come solvente, contenuto d'acqua, pH, catalizzatori, tempo di reazione...). La crescita di queste strutture può essere controllata, ad esempio per avvelenamento o per limitazione dell'aggregazione. Alcune di queste strutture possono crescere o aggregare fino a raggiungere dimensioni macroscopiche, cattura di solventi e piccoli monomeri, ottenendo così gel. In controllo chimico delle reazioni di attivazione e polimerizzazione consente il controllo sulla forma dei polimeri o colloidi inorganici, nonché sulla loro compatibilità (ad esempio interazioni idrofobiche/idrofiliche) con controparti biologiche. I precursori R'-M(OR)n-1 possono anche essere utilizzati per co-condensare con altri precursori quali M(OR)n o MXn, o di modificare la superficie di entità inorganica, ottenendone un cambiamento delle proprietà.

## Applicazioni
Il primo processo sol-gel a essere stato brevettato fu quello dovuto a Geffcken, inventato nel 1939 per una compagnia tedesca produttrice di lastre di vetro per finestre. Negli anni 1950 fu sviluppato un processo sol-gel per la produzione di polveri radioattive di UO2 e ThO2 per combustibili nucleari, utilizzando così particelle poco disperdibili nell'ambiente. La ricerca nell'ambito dei sol-gel ebbe il suo maggiore sviluppo durante gli anni 1990, quando si ebbe un grosso picco di pubblicazioni al riguardo.
Il processo sol-gel viene utilizzato per ottenere diverse tipologie di materiali funzionali, ad esempio: rivestimenti, polveri ceramiche, monoliti, fibre ceramiche, membrane inorganiche, aerogel. La chimica dei sol-gel rappresenta quindi un approccio notevolmente versatile per la fabbricazione di questi materiali.
Le applicazioni dei prodotti sol-gel derivati sono numerose e varie. Uno dei più grandi campi di applicazione riguarda la produzione di film sottili, depositabili su un substrato solido tramite rivestimento per rotazione (spin-coating) o rivestimento per immersione (dip-coating). Altri metodi includono lo spruzzo, l'elettroforesi, la stampa a getto di inchiostro o il rivestimento capillare. I rivestimenti ottici, rivestimenti protettivi e decorativi, e componenti ottico-elettronici possono essere applicati a vetri, metalli e altri tipi di substrato sfruttando questi metodi.
Attraverso processi in cui il sol viene fatto gelificare in uno stampo, e successivamente trattato termicamente, si possono ottenere dei pezzi ceramici o vetrosi densi con caratteristiche proprietà analoghe a quelle riscontrate in materiali vetrosi ottenuti per raffreddamento di un fuso, con il vantaggio di poter determinare a priori dimensioni e tolleranze senza successive lavorazioni meccaniche. Ad esempio, in questo modo si possono ottenere specchi e lenti utilizzati in ottica.
Facendo rientrare la viscosità di un sol all'interno di un definito intervallo di valori è possibile ottenere fibre ottiche e fibre ceramiche, utilizzate rispettivamente come sensori ottici e isolanti termici.
Polveri ceramiche e ultrafini si possono ottenere per precipitazione. Queste polveri a singolo o multiplo componente possono essere lavorate in particelle di dimensioni inferiori al micron che trovano applicazione in odontoiatria e nell'ambito biomedico. Polveri composite sono state brevettate per la produzione di erbicidi e prodotti chimici agrari. Utilizzando un processo sol-gel è anche possibile ottenere polveri abrasive utilizzate in vari processi di finitura.
Una delle più importanti applicazioni del processo sol-gel riguarda la sintesi delle zeoliti. Altri elementi (metalli, ossidi metallici) possono essere facilmente incorporati nel prodotto finale e il sol così ottenuto risulta molto stabile.
Altri prodotti fabbricati con questo processo includono varie membrane ceramiche per la microfiltrazione, ultrafiltrazione, nanofiltrazione, pervaporazione e osmosi inversa.
Essiccando il gel a basse temperature (25-100 °C) è possibile ottenere matrici solide porose chiamate xerogel. Se invece la fase liquida viene rimossa dal gel in condizioni supercritiche è possibile ottenere un aerogel, materiale altamente poroso e caratterizzato da densità estremamente bassa.